# Louis von Fisenne (1911-1990)

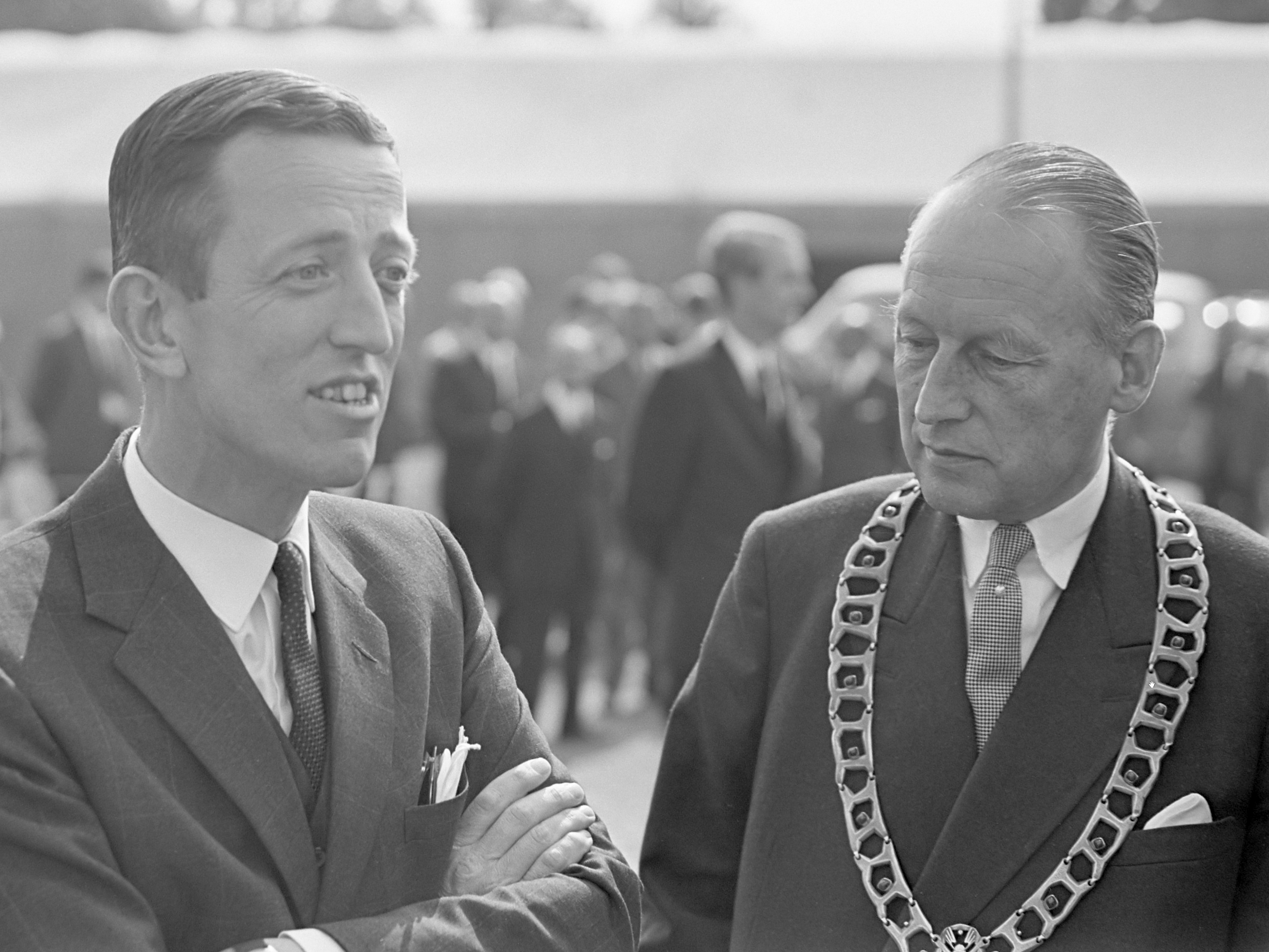
Directeur van Stork Feyo Sickinghe en burgemeester Von Fisenne van Hengelo (1968)

Louis Maria Emile von Fisenne (Den Haag, 5 juni 1911 - Enschede, 20 oktober 1990) was een Nederlands burgemeester uit het geslacht Von Fisenne.

## Levensloop
Louis Maria Emile von Fisenne werd geboren als vierde kind van Louis Eugène Marie von Fisenne (1874-1939), lid van de Provinciale- en Gedeputeerde Staten van Zuid-Holland, en Johanna Paulina van Lanschot (1883-1925), die tien kinderen kregen. In 1920 betrok het gezin Huize Den Burgh in Rijswijk, een buitenplaats die sinds het einde van de achttiende eeuw in bezit was van grootmoeders familie.
Von Fisenne volgde het gymnasium in Den Haag. Hij trouwde op 28 juni 1939 in Zwolle met Beatrix Thérèse Marie barones van Voorst tot Voorst (1914-1974), een telg uit het adellijk geslacht Van Voorst tot Voorst, en in 1975 met Regina Ida Marie Wyers (1921-2013); uit het eerste huwelijk werden vier dochters geboren.
Na de Tweede Wereldoorlog werd Von Fisenne burgemeester van de gemeente Warmond. Destijds had hij ook zitting in het hoogheemraadschap van Rijnland en was een periode waarnemend dijkgraaf. In 1961 werd Von Fisenne beëdigd als burgemeester van Hengelo, waarna deze functie in 1973 door burgemeester C.P.M. Bevers werd overgenomen.

## Familierelaties
Von Fisenne was een kleinzoon van Pieter Marie Georges von Fisenne (1837-1914), onder meer Eerste Kamerlid. Een zus van hem was getrouwd met Karel van Rijckevorsel (1913-1999), Tweede Kamerlid en lid van de Raad van State.

## Onderscheiding
Louis von Fisenne was officier in de orde van Oranje-Nassau.
- Virtual International Authority File: 9374154387327530970002
- WorldCat: E39PBJd3PwgX486MRkkqwQq4v3